# 巴尼·凯瑟尔
巴尼·凯瑟尔（英語：Barney Kessel，1923年10月17日—2004年5月6日）是一位美国爵士乐吉他手，生于美国俄克拉荷马州的马斯科吉。他对和弦、对位法与和弦旋律有着过人的理解。他不仅在许多杰出的爵士乐队中担任过吉他手，同时也被称为是录音室、电影和电视音乐录制时客座吉他手的“首选（英語：first call）”。他也是一个由客座音乐家组成的非正式乐团失事船员乐队的其中一员。

## 传记
巴尼·凯瑟尔在14岁时就开始了他的职业生涯，那时他在当地的黑人舞蹈团中作为唯一一名白人音乐家进行演奏。在他16岁时，他开始在俄克拉荷马州的军乐队中演奏。军乐队的成员都喜欢叫他“水果蛋糕（英語：Fruitcake，引申义为疯狂、偏执的人）”，因为他经常一练习就是将近16个小时。
巴尼·凯瑟尔早期的音乐风格主要是受到了查理·克里斯蒂安的影响。后来，他得到了与查理·克里斯蒂安一起演奏的机会，在那之后，他决定想要发展出自己的一套吉他演奏风格。在查理·克里斯蒂安的鼓励下，巴尼·凯瑟尔在1942年迁去了洛杉矶，在那里他加入了喜剧演员奇柯·马尔科斯的乐队，并且也陆续加入了其他乐队进行演奏。在不同乐队里演奏的经历帮助巴尼·凯瑟尔建立了良好的声誉。1944年，他参与了电影《Jammin' the Blues》的音乐录制工作，他在电影中也是唯一一个白人音乐家，他的手出现在电影的片段中，并且还被染成了黑色。1947年，他参与了查利·帕克《Relaxin' at Camarillo》专辑的录制工作。他后来还在《时尚先生》、《Down Beat》与《花花公子》杂志在1947年至1960的调查中被评选为最佳吉他手。
巴尼·凯瑟尔在三重奏乐队中对于吉他的独创性的运用为人们所熟知。1950年代时，他与贝斯手雷·布朗和鼓手谢利·梅恩录制了一组专辑系列《The Poll Winners》。他还在茱莉·伦敦1955年的专辑《Julie Is Her Name》中演奏吉他。这张专辑中收录了一首爵士经典曲《Cry Me A River》，这首销量过百万的歌曲的吉他伴奏部分即由巴尼·凯瑟尔所演奏，它展现了凯瑟尔在小型爵士乐队中旋律性地运用和弦的手法
。
1952年，巴尼·凯瑟尔与雷·布朗一同加入了奥斯卡·彼得森的三重奏乐队。但是他们的合作关系只持续了一年，在1953年，凯瑟尔就离开了乐队。1950年代末期，凯瑟尔曾与桑尼·罗林斯开展过一段合作关系，并且参与了《Sonny Rollins and the Contemporary Leaders》专辑的制作，演奏了《月亮有多高》的吉他部分。
1957年，巴尼·凯瑟尔在一个芝加哥当地的爵士音乐俱乐部演出时被介绍给了Kay乐器公司。Kay乐器公司向他提供了三种签名款吉他型号，它们分别是K1700 (Pro)、K6700 (Artist)与K8700 (Jazz Special)，每一款的吉他型号的指板下边缘都印着他的签名。他的签名款吉他型号也是首次使用了“full kelvinator”琴头形状的吉他型号。1960年，巴尼·凯瑟尔中断了与Kay乐器公司的合作关系，但是他的几款签名款吉他型号此后依然在生产，但是指板上没有印他的签名。
在1960年代，凯瑟尔成为了哥伦比亚影业的“首选”客座吉他手，甚至也成为了全美最受欢迎的客座吉他手之一。在此期间，他参与了过百张流行曲专辑和单曲的录制工作，与他合作的音乐家或团体包括菲尔·斯佩克特、海滩男孩等。除此之外，他还加入了失事船员乐队，并且在其中担任核心成员，这个乐队是由几个客座音乐家组成的。1969年，凯瑟尔暂时停止了录音工作，并且迁去了伦敦。他在欧洲的许多不同的国家进行了为期14个月的巡回演出。虽然他在1970年末搬回了加利福尼亚州，然而他此后依然时常去欧洲演出。
1970年代，巴尼·凯瑟尔、赫柏·埃利斯和查理·比尔德组成了Great Guitars乐队，并且在世界各地进行巡回演出。

## 逝世
由于罹患了中风的缘故，巴尼·凯瑟尔从1992年开始健康状况开始恶化。2004年5月6日，他因脑肿瘤在他圣地亚哥的家中去世，享年80岁。